# Harpagozoon minutus
Harpagozoon minutus är en mossdjursart som först beskrevs av Gordon 1989.  Harpagozoon minutus ingår i släktet Harpagozoon och familjen Lekythoporidae. Inga underarter finns listade i Catalogue of Life.